# Serafín Aedo
Serafín Aedo Renieblas (Barakaldo, 11 novembre 1908 – 14 ottobre 1988) è stato un calciatore spagnolo, di ruolo difensore.

## Carriera

### Club
Ha giocato nella massima serie dei campionati spagnolo, messicano e argentino.

### Nazionale
Dal 1935 al 1936 ha giocato 4 partite con la Nazionale spagnola.